# 塞古省

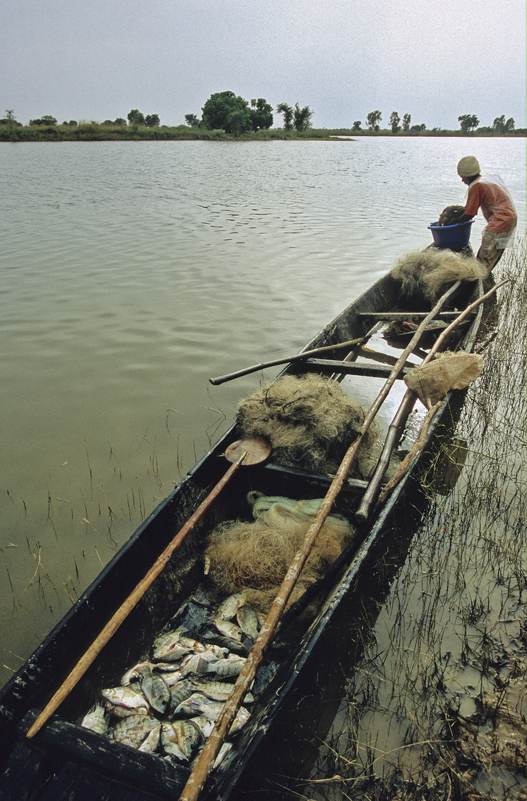

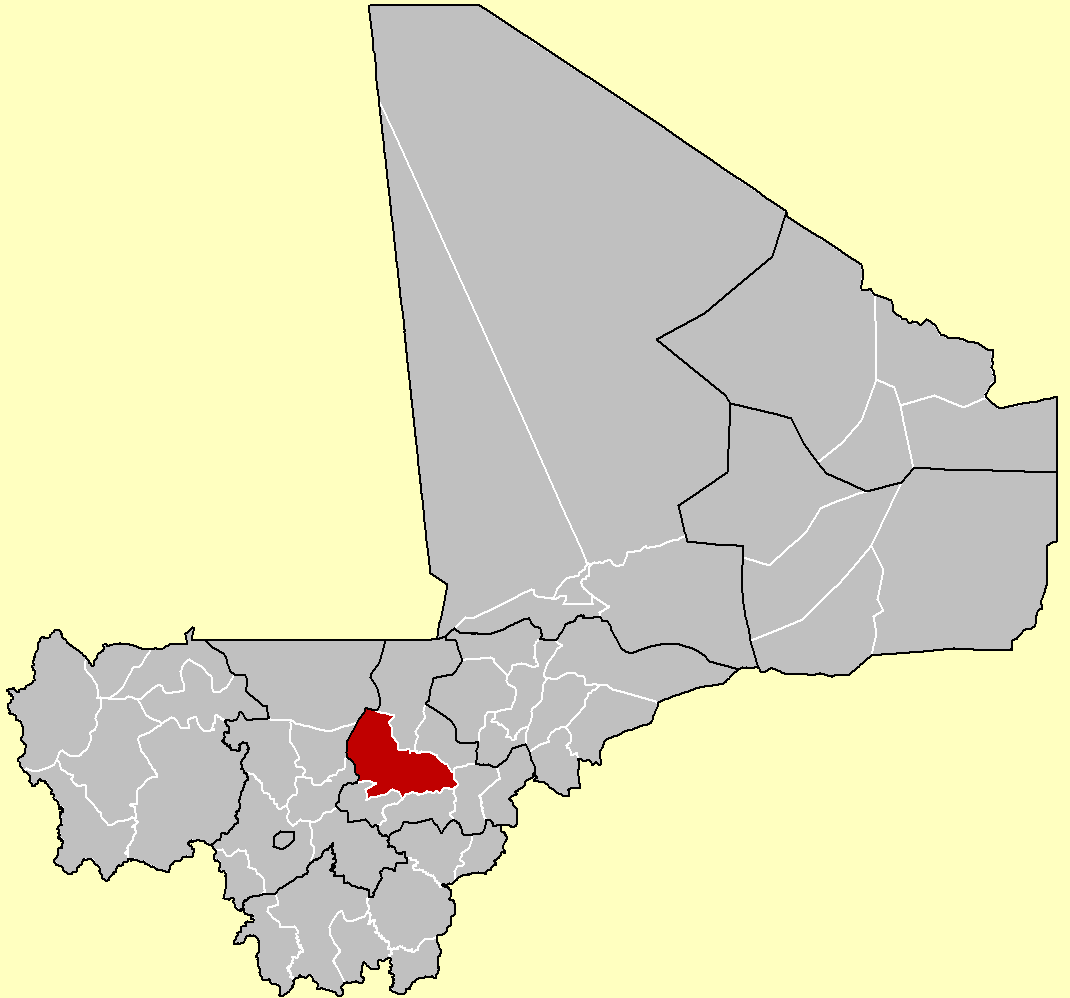

塞古省（法語：Cercle de Ségou），是馬里的省份，位於該國中部，由塞古區負責管轄，首府設於塞古，面積10,844平方公里，2009年人口691,358，該鎮人口密度每平方公里64人。